# Zeuroepkia borneana
Zeuroepkia borneana is een vlinder uit de familie van de Houtboorders (Cossidae). De wetenschappelijke naam van deze soort is voor het eerst voorgesteld als Zeuzera borneana door Walter Karl Johann Roepke in een publicatie uit 1957.
De soort komt voor in Borneo (waaronder Brunei en Oost-Kalimantan).